# James Hamilton, hertig av Châtellerault

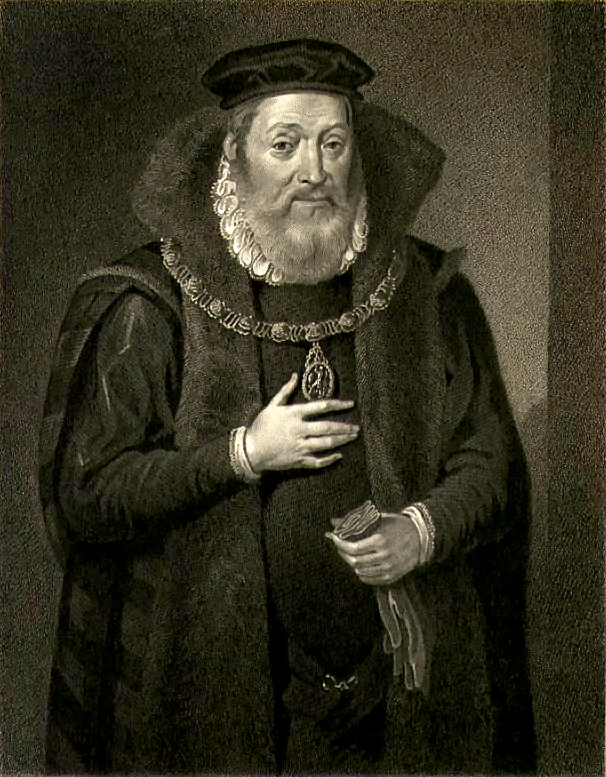
James Hamilton, 2:e earl av Arran.

James Hamilton, 2:e earl av Arran och hertig av Châtellerault, född omkring 1516, död den 22 januari 1575, var en skotsk adelsman. Han var Skottlands ställföreträdande regent eller riksföreståndare mellan 1542 och 1554.  
Han var son till James Hamilton, 1:e earl av Arran, far till James Hamilton, 3:e earl av Arran, John Hamilton, 1:e markis av Hamilton och Claud Hamilton, 1:e lord Paisley.
Arran blev efter Jakob V:s död (december 1542), som dennes syssling och närmaste tronarvinge efter den späda Maria Stuart, utsedd till rikets regent under drottningens minderårighet. Som sådan vacklade han mellan det engelska och det franska partiet, gynnade en tid reformationen och tänkte sig ett gifte mellan sin son och Maria, men medgav omsider den unga drottningens översändande till Frankrike för att där uppfostras till ivrig romersk katolik och maka åt dauphin Frans. I gengäld upphöjdes han 1548 av franske kungen Henrik II till hertig av Châtellerault. 
Arran nödgades 1554 nedlägga regentskapet till förmån för änkedrottningen, Maria av Guise. I de inre striderna under Maria Stuarts regering stod Arran, som i motsats till släktens flesta övriga medlemmar var katolik, jämte hela sin släkt på drottningens sida. Han var detta partis ledare först mot regenten Moray, vilken mördades 1570 av en bland släktens medlemmar, James Hamilton av Bothwellhaugh, och sedan mot regenten Lennox, som 1571 dräptes under inbördeskriget. År 1573 drog han sig tillbaka från det politiska livet, sedan hans frände Morton året förut blivit Skottlands regent. Han var en högt bildad magnat, fördragsam till naturen och obeslutsam som politiker.